# Marco Aurelio Severino
Marco Aurelio Severino (* Tarsia, Calábria, 2 de Novembro de 1580 - Nápoles, 12 de Julho de 1656), foi um cirurgião e anatomista italiano.
Era filho de um advogado da Calábria chamado Giovanni Jacopo Severino.  Foi adepto do ponto de vista atomista de Demócrito, e desprezava Aristóteles.  Conheceu Tommaso Campanella e se correspondeu com William Harvey.  Tinha familiaridade com as obras dos cientistas da antiguidade como Galeno e Lactantius.
Iniciou seus estudos em Nápolis, recebeu seu diploma de médico em Salerno e depois voltou a estabelecer-se em Nápolis, onde ensinou anatomia e medicina e foi diretor do hospital dos incuráveis.
Severino ficou célebre por causa da sua obra Zooctomia de Demócrito, uma das primeiras obras de anatomia comparada.  Com isso, Severino se declarava partidário da filosofia atomística de Demócrito em detrimento ao aristotelismo escolástico.  No entanto, não se trata de uma obra de anatomia comparada no sentido moderno da disciplina. À maneira dos sábios da sua época, Severino não busca os meios que o permitam comparar diferentes organismos, mas a possibilidade de demonstrar a unidade do esquema de organização de todos os organismos nascidos na Criação.  Isso o leva a justapor observações muito acertadas ao lado de comentários extremamente generalizados e às vezes completamente equivocados.  Como exemplo, podemos citar em sua obra Antiperipatias, hoc est, adversus Aristotelicos de respiratione piscium diatriba (1659-1665) onde revela que os peixes respiram como os outros animais e que eles tem sangue quente.
Severino foi aluno de medicina de Giulio Cesare Romano, Tommaso Campanella e de Giulio Iasolino.
Em 1 de Fevereiro de 1606 lhe foi conferida a láurea em Alma Philosophia e Sacra Medicina pelo colégio médico de Salerno.  Os últimos anos de Severino, membro da Academia dos Ociosos, foram dedicados à discussão e à compilação de obras como pura divagação literária, como La filosofia overo il perché degli scacchi (A filosofia ou o porquê dos jogos de xadrez), que junto com a obra Dell'antica Pettia, overo il perché Palamede non è stato l'inventor degli scacchi (Da Pettia (antigo jogo de estratégias), ou o porquê Palamedes não foi o inventor do jogo de xadrez), dão testemunhos de sua variedade de interesse.
Severino morreu de peste, exercendo sua profissão, em 12 de Julho de 1656.

## Obras
- De recondita abscessuum natura, O. Beltrani, Nápoles, 1632
- Zootomia democritaea, id est anatome generalis totius animantium opificii : libris quinque distincta, quorum seriem sequens facies delineabit, Endterius, Nuremberg, 1645
- De efficaci medicina, J. Beyer, Frankfurt, 1646
- De viperae natura, veneno, medicina demonstrationes et experimenta nova, P. Frambotti, Pádua, 1650
- Trimembris chirurgia, Schönwetter, Frankfurt, 1653
- Therapeuta Neapolitanus, J. A. Tarin, Nápoles, 1653
- Quaestiones anatomicae quatuor, Frankfurt, 1654
- Antiperipatias. Hoc est adversus Arsitoteleos de respiratione piscium diatriba. De piscibus in sicco viventibus commentarius... Phoca illustratus..., 2 vol., Naples, H. C. Cavalli, 1655–1659
- Synopseos chirurgiae libri sex, E. Weyerstroten, Amsterdam, 1664